# Беловищка река
Беловищката река (на македонска литературна норма: Беловишка Река) е река в северозападната част на Северна Македония. Извира от Шар планина и е ляв приток на Вардар. Наричана е от местното население и Йелика. Известна е със своите водопади.
Води началото си от извори, три от които са по-големи, по източните склонове на планината под върховете Пери бег и Ливадица. По течението ѝ има три по-големи водопада. Реката минава през тетовското село Беловище и се влива във Вардар близо до Йегуновце.
На надморска височина около 1150 m се намира водопадът Долна скала, в тясна клисура, дълбока 200 – 250 m. Водата пада на четири отсека с обща височина 43 метра. Това е най-високоят водопад в Шар.